# Liste der Monuments historiques in Maconge
Die Liste der Monuments historiques in Maconge führt die Monuments historiques in der französischen Gemeinde Maconge auf.

## Liste der Immobilien
| Bezeichnung | Beschreibung           | Standort               | Kennzeichnung | Schutzstatus | Datum | Bild           |
| ----------- | ---------------------- | ---------------------- | ------------- | ------------ | ----- | -------------- |
| Wegekreuz   | Stein, 16. Jahrhundert | Place Jean Dard (Lage) | PA00112517    | Inscrit      | 1925  | weitere Bilder |

## Liste der Objekte
| Bezeichnung                | Beschreibung                                      | Standort                      | Kennzeichnung | Schutzstatus | Datum | Bild |
| -------------------------- | ------------------------------------------------- | ----------------------------- | ------------- | ------------ | ----- | ---- |
| Skulptur Heiliger Nikolaus | Kalkstein, farbig gefasst, 17. Jahrhundert        | in der Kirche Ste-Anne (Lage) | PM21001388    | Classé       | 1960  |      |
| Altarkreuz                 | Silber, bezeichnet 1707, Goldschmied Pierre Mauny | in der Kirche Ste-Anne (Lage) | PM21001389    | Classé       | 1983  |      |